# Newcombe (Kentucky)
Newcombe is een plaats in de Amerikaanse staat Kentucky, Elliott County.